# Top Volleybal Combinatie Amstelveen
Il Top Volleybal Combinatie Amstelveen è una società pallavolistica femminile olandese, con sede ad Amstelveen.

## Palmarès
- Campionato olandese: 1

2009-10
- Coppa dei Paesi Bassi: 1

2009-10
- Supercoppa olandese: 2

2009, 2010